# Saitis chaperi
Saitis chaperi là một loài nhện trong họ Salticidae.
Loài này thuộc chi Saitis. Saitis chaperi được Eugène Simon miêu tả năm 1885.